# DN3
DN3 este un drum național din România, care face legătura între București și Constanța, prin Călărași. A fost primul drum ce făcea legătura dintre București și Constanța. Ulterior, acest drum a fost înlocuit drept rută principală dintre cele două orașe, prin construirea unor rute mai scurte, DN3A (prin Fetești și Cernavodă, DN2A (Urziceni-Slobozia-Constanța, care trece Dunărea pe podul Giurgeni–Vadu Oii și a autostrăzii A2 (Autostrada Soarelui). Fiindcă Autostrada A2 a fost finalizată în 2012, acum este autostrada drumul principal în legătură cu București și Constanța.
DN3 trece prin județele Ilfov, Călărași și Constanța și continuă să rămână una din căile principale de acces în municipiul Călărași.
Două ramificații minore ale acestui drum îl leagă de orașul Ovidiu lângă Constanța (DN3C) și de DN3B lângă Călărași (DN3D).
Trecerea Dunării, la Călărași, se face cu bacul. Tot aici se află și punctul de trecere a frontierei către Silistra, Bulgaria.